# フジテレビONE

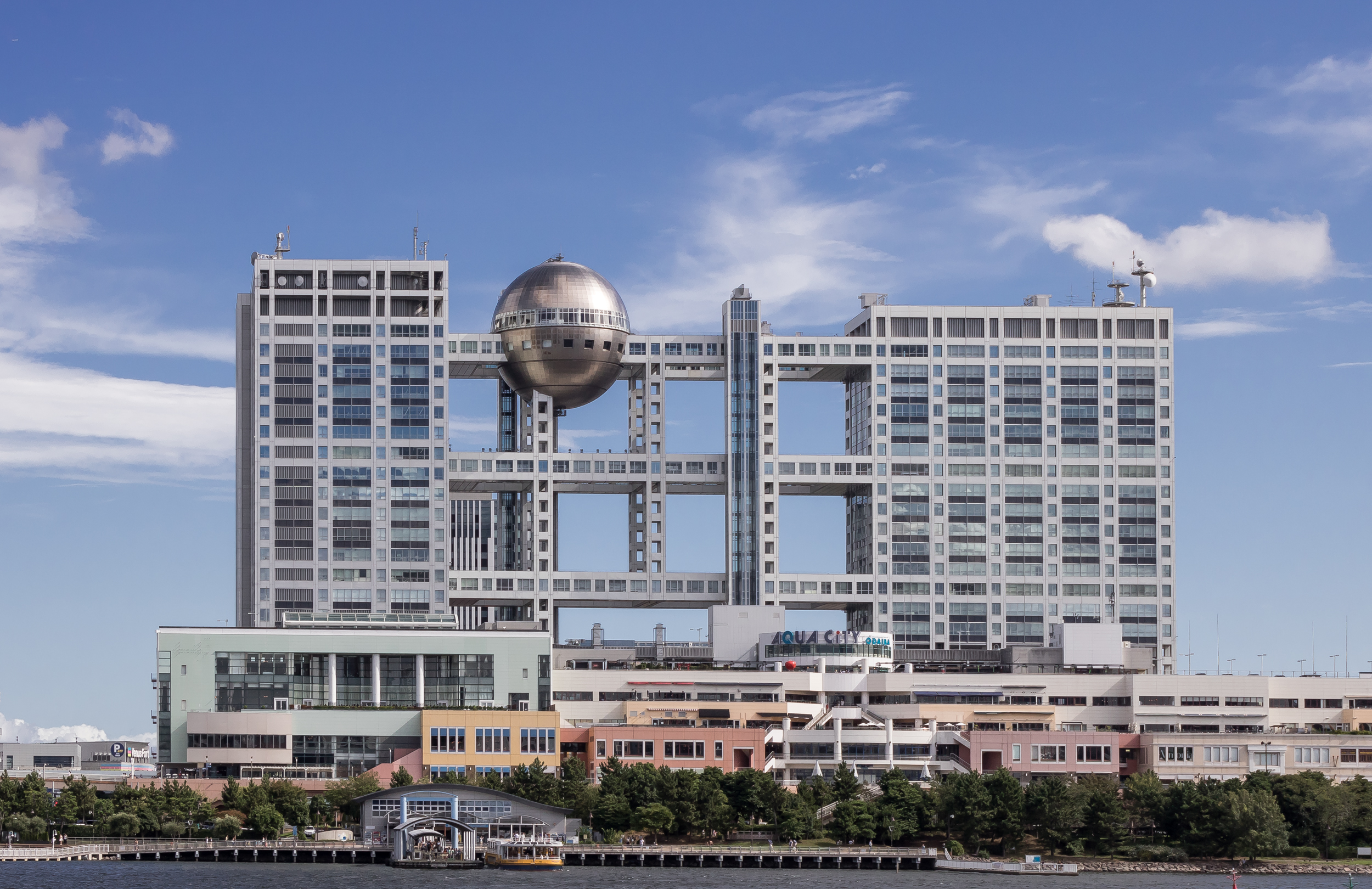
フジテレビ本社ビル（FCGビル）

フジテレビONE スポーツ・バラエティ（フジテレビワン スポーツ・バラエティ）は、フジテレビジョン総合開発局メディア開発センターペイTV事業部が運営するCS放送チャンネル「フジテレビワンツーネクスト」のひとつである。
スカパー!プレミアムサービス、スカパー!（旧・スカパー!e2）（衛星基幹放送事業者はサテライト・サービス）、スカパー!プレミアムサービス光、ケーブルテレビなどで視聴可能である。

## チャンネル概要
- 1999年4月1日、スポーツ・情報番組を中心に編成する「知的情報チャンネル」として前身の「フジテレビ739」（フジテレビななさんきゅう、以下739）がスカイパーフェクTV!（現・スカパー!プレミアムサービス）で開局。チャンネル名はスカパー!でのチャンネル番号にちなむ。
- 2009年4月1日、チャンネル名を「フジテレビONE」（以下ONE）と変更すると共にジャンルも総合エンターテイメントチャンネルに変更された。また、同日よりスカパー!e2（現・スカパー!）ではSD放送であるが、16:9のフルサイズ放送を行っている。
- 東京ヤクルトスワローズ戦の完全中継をはじめ、従来フジテレビ721（以下721）で放送されていた音楽ライブも原則としてONEで放送される。また、フジテレビアナウンサーが出演するオリジナル情報番組などもある。一方739で放送されていた海外サッカーや競馬番組はフジテレビNEXT（現・フジテレビNEXT ライブ・プレミアム、以下NEXT）へ移行した。
- 2009年5月1日からスカパー!HD（現・スカパー!プレミアムサービス）とeo光テレビで、同年7月1日からJ:COMでハイビジョン放送が開始された[2][3]。
- 2010年10月より、IP放送のひかりTVに配信開始[4]（2012年4月末で打ち切り[5]）。
- 2012年4月1日より「フジテレビONE スポーツ・バラエティ」というチャンネル名に変更され、スポーツ中継とバラエティー番組に特化した番組を放送する（プロ野球中継でヤクルト主管試合と、フジ系各局が制作するセ・リーグ巨人ビジターマッチの試合が重複して行われる場合はこれまでと同じく、ヤクルト戦は当チャンネル、巨人戦は「フジテレビTWO ドラマ・アニメ」（以下TWO）で放送を行う）。
- 2012年9月28日より、スカパー!にてハイビジョン放送を開始した。
- 2015年4月1日から2016年6月30日まで、NOTTVで標準テレビジョン放送を実施した。
- 2016年12月1日より、スカパー!プレミアムサービスの衛星一般放送事業者がスカパー・ブロードキャスティングからスカパー・エンターテイメントに変更。
- 午前6時を基点とした24時間配信である。

## 放送される主な番組

### スポーツ

#### 野球中継・野球関連
- プロ野球ニュース　ONE（生放送・リピート）
  - 2009年3月以前は739で放送。2009年4月～12月はTWOで生放送、ONEは翌日昼の1回のみ放送だった。2010年から再放送を含めONEのみの放送となる
- SWALLOWS BASEBALL L!VE
  - 東京ヤクルトスワローズ主催ゲームを全試合放送する[注 1]
  - なお2013年はFOX SPORTS ジャパン製作の試合のうち千葉ロッテマリーンズ主管1試合・オリックス・バファローズ主管2試合については契約上の関係でスカパー!・スカパー!プレミアムサービスにおいてはFOXムービープレミアムでは放送できないため、当チャンネルで「FOX SPORTS プロ野球」の題名で代替放送される（ケーブルテレビでは別番組に差し替え）。
- さらば、愛しきプロ野球…。
  - プロ野球にまつわるトーク番組でインタビュアーは元NHKアナウンサーの島村俊治が務めている。TWOでも放送される場合あり。
- 12球団合同トライアウト

#### サッカー・サッカー関連
- JリーグYBCルヴァンカップ（旧・ヤマザキナビスコカップ）実況中継　ONE・TWO・NEXT（2009年はONE、2010年はTWOを中心に放送）
- ブンデスリーガ　ONE・TWO・NEXT（NEXTを中心に放送）
- カウントダウンフットボール
- サッカー日本代表TV

#### モータースポーツ
- Toyota Motor sports Network（出演：下田恒幸、朝倉えりか）
- GP2中継　NEXT（初回放送）・ONE（リピート）

#### その他スポーツ
- THE REAL FIGHT（カンテレ制作）
- バレーボール・Vプレミアリーグ実況中継
  - 男女とも予選、準決勝リーグの好カードと決勝戦全試合を完全中継
- バボChannel（バレーボール情報番組）
  - 2009年からは「バボChannelSP」のタイトルでビーチバレー主要大会を中継
- 春の高校バレー「全日本バレーボール高等学校選手権大会」（TWO・NEXTと分担して全試合中継。1-3回戦と準々決勝は生中継と録画の併用。）
- ベルリンマラソン
- 東京マラソン
- 柔道国内外主要大会
- フィギュアスケート国内外主要大会
- 荻原次晴のスポーツブレイク
- フジサンケイレディスクラシック
- 黄金伝説シリーズ（ワールドカップバレーボール、ダイヤモンドグローブ、中央競馬、プロ野球ニュース他）
- いいすぽ!
- オールナイトe!
- ノブゴルフクラシック

### 情報番組・ドキュメンタリー
- みんなの鉄道 ONE・NEXT （リピート）2009年11月から「リターンズ」として#1〜放送
- 新・みんなの鉄道

### エンターテイメント
- 有吉くんの正直さんぽ　※地上波未公開映像も放送
- めちゃ×2イケてるッ!
- 芸能界麻雀最強位決定戦 THEわれめDEポン（2011年8月 - ）
- THEわれめDEポンプレイバック（地上波では時間切れになった部分も放送）
- パチンコLABシリーズ
- 鎧美女
- くさデカ
- 寺門ジモンの肉専門チャンネル※TWO・NEXTでも放送
- 野性の爆走王国
- ウルトラ怪獣散歩
- よゐこらぼ2
- 漫道コバヤシ
- 実話怪談倶楽部※NEXTでも放送だが、再放送扱い。
- スパイストラベラー
- 純喫茶に恋をして※TWO・NEXTでも放送
- ゲームセンターCX※NEXTでも放送（前身に当たる『週刊少年「」』放送の流れで、当初は「721（現:TWO）」で放送されていた）
- ゴリパラ見聞録

## 過去に放送された番組

### スポーツ

#### 野球
- プロ野球トップ&リレーナイター
  - 東京ヤクルト－巨人戦のうち地上波中継がテレビ朝日系列、テレビ東京系列で行われる試合が該当する（この場合、実況部分はフジテレビのスタジオで差し替えるカラ出張。映像はそれぞれの製作局提供のものを使う）。
- スワローズTV!
  - ただし、プロ野球開幕前日に『スワローズTV 開幕直前SP』として、『プロ野球ニュース開幕直前SP』の後に続き、年1回の生放送としては、継続している。
- プロ野球ニュース19XX

#### サッカー・サッカー関連
※2009年4月以降はNEXTにて放送。
- 国際親善試合※
- 2010 FIFAワールドカップ欧州予選※
- なでしこジャパンの試合（AFC女子アジアカップ）
- ビーチサッカー等も放送
- FIFAフットサルワールドカップ ブラジル2008
- トルシエTV
- ラモス・テリー炎のツートップ
- FAカップ
- 芸能人女子フットサル公式戦 スフィアリーグ
- プロサッカーニュース
- 欧州蹴球ダイジェスト

#### 競馬
※2009年4月から12月まではフジテレビNEXTで、2010年1月からフジテレビTWOにて放送。
- 中央競馬黄金伝説※
  - 過去の『スーパー競馬』の放送を「実況復刻版」として放送する回もたまにある
- 競馬予想TV!※
- 武豊TV!※
- 酔いどれない競馬

#### 格闘技
- K-1 WORLD GRAND PRIX（生放送、ステレオ2音声放送あり）　NEXT（生中継）・ONE（録画）
- LIVE!ダイヤモンドグローブ

#### モータースポーツ
- F1グランプリ - NEXTで、生中継放送日の翌日（月曜日）にリピート放送。なお、2022年は、10月8日の『F1グランプリニュース』も、当チャンネルで遅れネットで放送した。

### 情報番組・ドキュメンタリー
- アナマガ増刊号
- カキューン!!（関西テレビ制作 児玉清がナビゲーターを務めた「サムライプロジェクト」の回のみ）
- 焼酎ヲ極メル
- 今宵のワイン
- フジアナスタジオ まる生xxxx（xxxxには放送西暦年が入る）
  - まる生プレゼンツ 夜のチヨパン!
- 絶品ノーカット
- NONFIX（フジテレビ地上波で放送された作品の再放送）
- ザ・ノンフィクション（フジテレビ地上波で放送）
- FNSドキュメンタリー大賞
  - フジテレビ及び系列局で放送されたドキュメンタリーなどを放送

### エンターテイメント
※2009年4月以降はTWOにて放送。
- FNS地球特捜隊ダイバスター（フジテレビ地上波で放送）※
- テリー伊藤プロデュース　業界マル秘研修ビデオ
- ラジコンしよう
- 晴れたらイイねッ!（フジテレビ地上波の再放送）※
- でぶぢん
- ラーメン大図鑑
- 風まかせ 新・諸国漫遊記
- 湘南OLD BOY山中
- ゴルフ・ギア・アカデミー
- こちらスーパーアグリF1広報室
- フォーミュラ・ニッポンTV
- ものまね紅白歌合戦
- タケちゃんの思わず笑ってしまいました
- モテカワCollection
- オレたちひょうきん族幻のパイロット版
- A.B.C-Z完全密着ドキュメント「A to Z」～史上最強のジャニーズJr.ついにデビュー～（初回放送日:2012年3月31日）ONE・TWO
- ジャニーズJr.選抜 野球大会 2012春（初回放送日:2012年5月3日）ONE・TWO
- おそく起きた朝は（1996年度初めの数回のみ）ONE・TWO
- 蒸気機関車 世界の旅〜RAILAWAY〜
- フジテレビ深夜番組プレイバック（『カノッサの屈辱』、『百萬男』、『カルトQ』、『英会話体操ZUIIKIN’ENGLISH』、『社会の窓』などの再放送）
- ワンナイR&R
- ワンナイTHURSDAY
- エブナイTHURSDAY
- ココリコミラクルタイプ
- ネプリーグ
- やっぱり猫が好き
- 新・斉藤舞子の合縁奇縁
- デジ絵の文法
- 筋肉丸
- お台場お笑い道
- 空飛ぶ!爆チュー問題
- 逃走中（日本版・USA版「Cha$e」）
- AKB観光大使
- 寺門ジモンの常連めし〜奇跡の裏メニュー〜
- 愛車天国!カスタムガレージ
- はねるのトびら

### アニメ
アニメに関しては、現在は原則TWOで放送。
- YAWARA!（よみうりテレビ制作）※NEXTでも放送
- グラップラー刃牙（テレビ東京制作）
- 六三四の剣（テレビ東京制作）
- capeta（テレビ東京制作）
- 魁!!男塾
- キン肉マン（日本テレビ制作）
- ダッシュ勝平
- ギャラリーフェイク（テレビ東京制作）
- 闘将!!拉麵男（日本テレビ制作）
- アタックNo.1（アニメ版）
- さすがの猿飛
- ついでにとんちんかん
- マッハGoGoGo（第2作・1997年版、テレビ東京制作）

### 音楽
※2009年4月、721から移行
- ELVIS
- FACTORY
- SBS人気歌謡

### ニュース
※2009年4月以降はTWOにて放送。
- FNNスピーク※
- 産経テレニュースFNN（日曜昼）※
- FNNスーパーニュース（WEEKENDも含む）※
- 新報道2001※
  - FNNスピーク、産経テレニュースFNN（日曜昼）、FNNスーパーニュース（WEEKENDも含む）のオープニングの映像はフジテレビから東京タワー、レインボーブリッジが映っている映像で同じ映像を使用している。地上波と違い提供スポンサーの表示が一切なく、CMもすべてCS放送の番宣に差し替えている。
- とくダネ!特捜プレミアム（旧・とくダネ!特捜部DX）※